# Ebersdorf bei Coburg
Ebersdorf bei Coburg település Németországban, azon belül Bajorországban. Lakosainak száma 6258 fő (2023. december 31.).

## Népesség
A település népessége az elmúlt években az alábbi módon változott:
| Lakosok száma | 1173 | 5858 | 4340 | 6052 | 5972 | 5935 | 5908 | 6017 | 6218 | 6258 |
|               | 1925 | 1970 | 1975 | 2011 | 2013 | 2014 | 2016 | 2019 | 2021 | 2023 |